# 안드로스의 여자

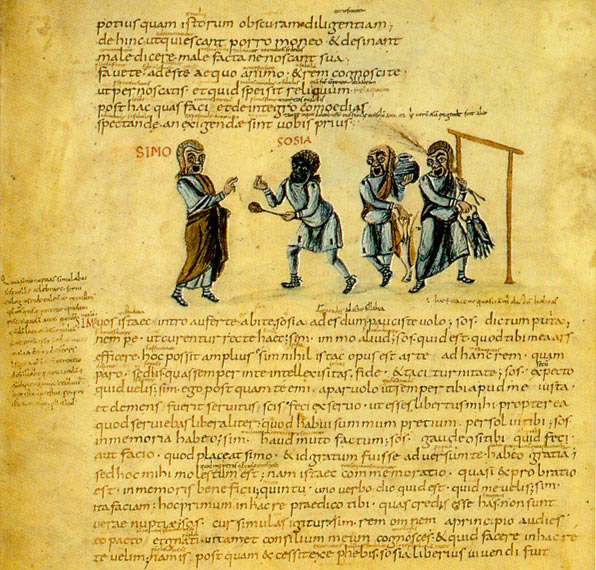

안드로스의 여자(Andria, 기원전 166)는 테렌티우스의 희극 작품이다.
메난드로스가 지은 동명의 희극에 바탕을 둔 처녀작으로 여자를 사랑하여 신원불명의 아이까지 낳게 한 청년이 부친한테서 다른 처녀와의 결혼을 강요당해 번민하나 우연히도 사랑하는 여자가 유서 깊은 가문의 딸임이 밝혀져 행복하게 결혼한다는 유형적 줄거리에 또 하나의 다른 연애를 얽히게 하여 사건의 갈등을 한층 흥미롭게 하고 있다. 전체적인 분위기는 고상하고 로마적 감상과 그리스적 분별이 결합해서 독특한 작풍을 보여주고 있다.